# دوري جزر القمر الممتاز 2016
دوري جزر القمر الممتاز 2016 هو موسم من دوري جزر القمر الممتاز. كان عدد الأندية المشاركة فيه 29، وفاز فيه نادي نغيا ‏.